# V636 Centauri
V636 Centauri (V636 Cen) es un sistema estelar de magnitud aparente máxima +8,78
situado en la constelación de Centauro.
Se encuentra a 234 años luz de distancia del sistema solar.

## Características del sistema
V636 Centauri es una binaria cercana cuya componente principal es una enana amarilla de tipo espectral G1V y la secundaria una enana naranja de tipo K2V.
El sistema recuerda a Alfa Centauri, con la notable salvedad de que mientras que en este último el período orbital es de 29.189 días, en V636 Centauri es de solo 4,284 días, es decir, 6800 veces menor.
La enana amarilla, muy semejante al Sol, tiene una temperatura efectiva de 5900 K.
Su luminosidad es un 13 % superior a la luminosidad solar y tiene una masa un 5 % mayor que la del Sol.
Con un radio apenas un 2 % más grande que el radio solar, gira sobre sí misma con una velocidad de rotación de al menos 13 km/s.
Su compañera estelar tiene una temperatura de 5000 K y su luminosidad equivale al 39 % de la del Sol.
Posee un radio un 17 % más pequeño que el del Sol y su velocidad de rotación proyectada es de 11,2 km/s.
Su masa es un 15 % inferior a la masa solar.
V636 Centauri exhibe una metalicidad —abundancia relativa de elementos más pesados que el helio— igual a 2/3 partes de la solar ([Fe/H] = -0,20).
El sistema es relativamente joven, estimándose su edad en 1260 millones de años.

## Variabilidad
V636 Centauri constituye una binaria eclipsante en donde, durante el eclipse principal, su brillo disminuye 0,50 magnitudes.
En el secundario el descenso de brillo es de 0,10 magnitudes.
La condición de variable de V636 Centauri fue descubierta por el astrónomo alemán Cuno Hoffmeister en 1958.